# Alepes apercna
Alepes apercna là một loài cá thuộc họ Cá khế. Đây là loài đặc hữu bắc Úc, sinh sống chủ yếu ở các vùng nước gần bờ. Nó tương tự các loài cá khác trong chi Alepes. Loài này có chiều dài tối đa lên đến 29,5 cm. Nó chủ yếu ăn động vật không xương sống và ít có tầm quan trọng về kinh tế.